# Fedele Lampertico

Fedele Lampertico

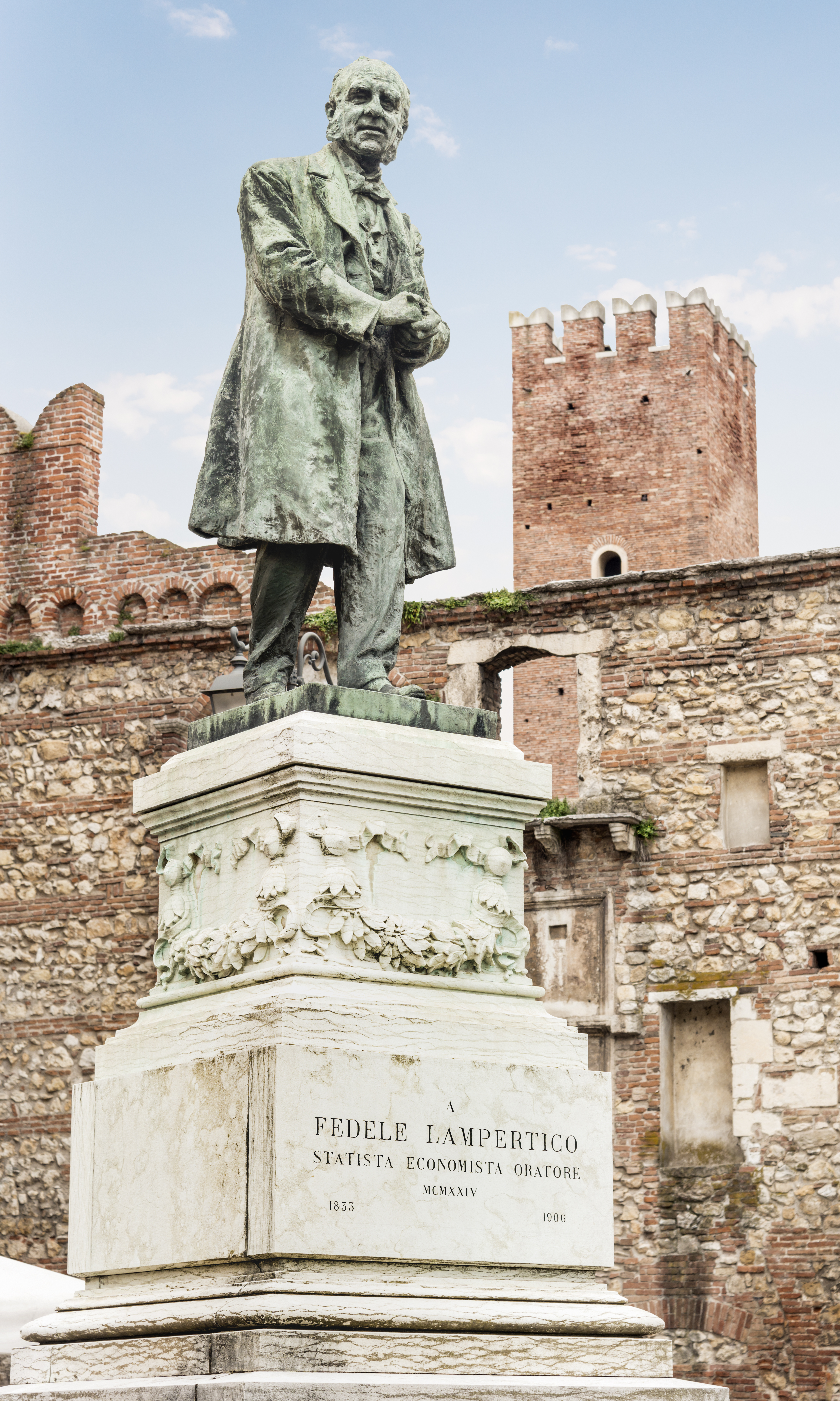
Fedele Lampertico in Vicenza

Fedele Lampertico (* 13. Juni 1833 in Vicenza; † 6. April 1906 ebenda) war ein italienischer Nationalökonom.

## Leben
Fedele Lampertico promovierte 1855 in Padua, wurde 1866 Mitglied des Abgeordnetenhauses und 1873 des Senats, wo er wertvolle Berichte in ökonomischen und finanziellen Angelegenheiten erstattete.

## Werk
Sein Hauptwerk ist Economia del popoli e degli stati (Mail. 1874–79, Band 1–4), ein umfangreicher Kursus der politischen Ökonomie von gemäßigter Richtung, welcher sich vielfach an die Lehren der deutschen realistischen Schule anlehnt. Ferner schrieb er auch zahlreiche Beiträge in Zeitschriften, unter anderem in Giammara Ortes e le science economiche del suo tempo (Vened. 1865), Sulle spese di culto (Vicenza 1879), Sulla statistica teorica etc. (Rom 1879), Scritti storici e letterari (Flor. 1882–83, 2 Bde.), Il credito (Mail. 1884) und Lo statuto e il senato (Rom 1886).

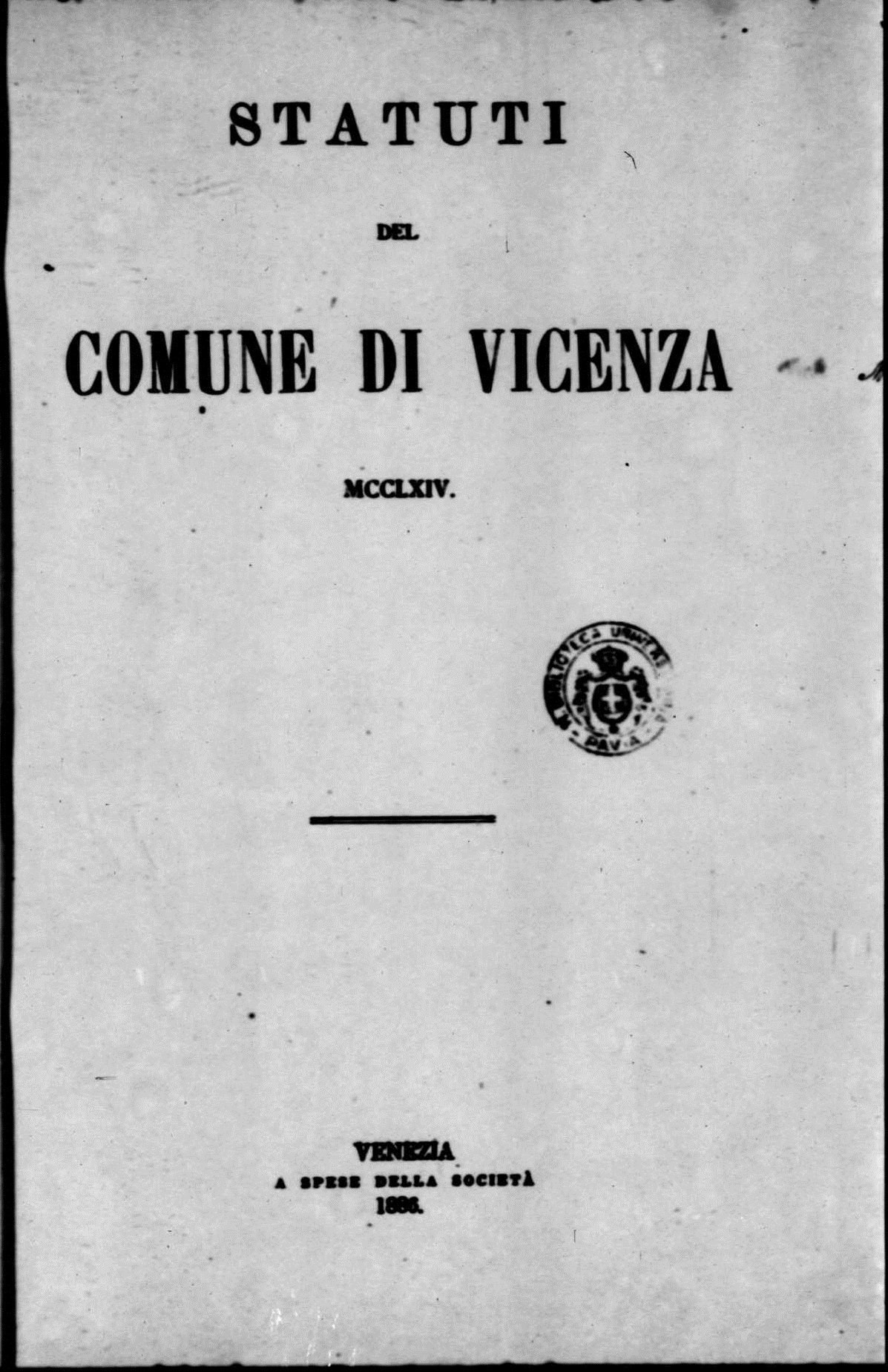
Statuti del Comune di Vicenza, 1886